# 1032 Pafuri
Az 1032 Pafuri (ideiglenes jelöléssel 1924 SA) a Naprendszer kisbolygóövében található aszteroida. Harry Edwin Wood fedezte fel 1924. május 30-án, Johannesburgban.